# Єлисеєв Володимир Якович
Володимир Якович Єлисе́єв (нар. 19 вересня 1935, Зарічани — пом. 9 квітня 2003, Троянів) — український живописець і графік.

## Біографія
Народився 19 вересня 1935 року в селі Зарічанах (тепер Житомирський район Житомирської області, Україна). 1970 року закінчив Український поліграфічний інститут у Львові (викладачі В. Бубнов, Р. Сильвестров).
У 1966–1996 роках працював у Житомирських художньо-виробничих майстернях. Помер 9 квітня 2003 року в селі Троянові.

## Творчість
Працював у жанрі портрету, пейзажу, натюрморту. Серед робіт:
- серія станкових ілюстрацій до роману «Святослав» Семена Скляренка (1970—1977);
- розпис «Коліївщина» (1975);

живопис
- «Холодний день» (1972);
- «На Поліссі. Автопортрет» (1984);
- «Леся Українка» (1985);
- «Дружина» (1987);
- «Художник В. Попов» (1987);
- «Скульптор В. Фещенко» (1988);
- «Дебют» (1988);
- «Молитва» (1990);
- «Трійця» (1991);
- «Натюрморт із пляшкою» (1991);
- «Вечеря» (1993);
- «Натюрморт із цибулею» (1994);
- «Тепла осінь» (1994);
- «Кварта з молоком» (1994);
- «Конвалії» (1995);
- «Блакитні квіти» (1995);
- «Автопортрет із сорокою» (1995);
- «Букет грициків» (2001);
- «Стиглі яблука» (2002).

Брав участь в обласних і всеукраїнських мистецьких виставках з 1961 року. Персональні пройшли у Житомирі у 1982, 1985, 1988, 1991, 1995, 1998—2000, 2003 та 2006 роках та у Києві у 1989, 1996—1997 та 2000 роках.
Деякі твори зберігаються у Житомирському краєзнавчому музеї.